# Greenwood (Maine)
Greenwood es un pueblo ubicado en el condado de Oxford en el estado estadounidense de Maine. En el Censo de 2010 tenía una población de 830 habitantes y una densidad poblacional de 2,87 personas por km².

## Geografía
Greenwood se encuentra ubicado en las coordenadas 44°19′6″N 70°39′3″O / 44.31833, -70.65083. Según la Oficina del Censo de los Estados Unidos, Greenwood tiene una superficie total de 111.7 km², de la cual 108.3 km² corresponden a tierra firme y (3.08%) 3.5 km² es agua.

## Demografía
Según el censo de 2010, había 830 personas residiendo en Greenwood. La densidad de población era de 2,87 hab./km². De los 830 habitantes, Greenwood estaba compuesto por el 97.23% blancos, el 0.36% eran afroamericanos, el 0.48% eran amerindios, el 0.24% eran asiáticos, el 0% eran isleños del Pacífico, el 0.72% eran de otras razas y el 0.96% pertenecían a dos o más razas. Del total de la población el 1.69% eran hispanos o latinos de cualquier raza.